# Liste der Spieler und Trainer des 1. FC Lokomotive Leipzig
Diese Liste besteht aus 3 Einzellisten.
Zuerst führt diese Liste Spieler alphabetisch auf, die von 1966 bis 1990 mehr als 5 Spiele für den 1. FC Lokomotive Leipzig bestritten.
Schlussendlich werden in dieser Liste zeitlich sortiert alle Trainer von 1951 bis heute genannt, die in Probstheida aktiv waren. Dazu gehören auch die Trainer des VfB Leipzig zwischen 1991 und 2004.

## Oberligaspieler von 1966 bis 1990
Spieler, die mehr als 5 Spiele für den 1. FC Lokomotive Leipzig bestritten

### A
- Altmann, Wolfgang
- Arnold, Peter

### B
- Barth, Manfred
- Barylla, Andre
- Baum, Frank
- Benes, Volker
- Berger, Jörg
- Bornschein, Andreas
- Bredow, Uwe
- Buckewitz, Dieter

### C
- Czieschowitz, Jürgen

### D
- Dennstedt, Thomas
- Drößler, Karl

### E
- Edmond, Frank
- Eichhorn, Lutz
- Engelhardt, Dieter
- Englisch, Peter

### F
- Faber, Michael
- Ferl, Uwe
- Fettke, Manfred
- Franke, Christoph
- Franke, Volker
- Frenzel, Henning
- Friese, Werner
- Fritsch, Jürgen
- Fritsche, Joachim
- Fritzsche, Stephan

### G
- Gase, Werner
- Geisler, Manfred
- Gießner, Peter
- Görke, Thorsten
- Gröbner, Wilfried
- Großmann, Volker
- Grundmann, Gunnar

### H
- Haarseim, Stephan
- Halata, Damian
- Hammer, Roland
- Hammermüller, Steffen
- Herrmann, Karl-Heinz
- Heusel, René
- Hobsch, Bernd

### K
- Kinne, Hans-Jürgen
- Kischko, Maik
- Köditz, Eberhard
- Kracht, Torsten
- Krauß, Roland
- Kreer, Ronald
- Kröber, Hartmut
- Kühn, Dieter
- Kunze, Horst
- Kupfer, Manfred

### L
- Leitzke, Hans-Jörg
- Liebers, Heiko
- Liebers, Matthias
- Lindner, Matthias
- Lisiewicz, Rainer
- Löwe, Wolfram

### M
- Maaß, Gero
- Marschall, Olaf
- Marx, Stephan
- Matoul, Hans-Bert
- Moldt, Lutz
- Moosdorf, Edgar
- Müller, René
- Müller, Hans-Jürgen

### N
- Nauert, Peter
- Naumann, Hans-Jörg
- Niklasch, Joachim

### P
- Parnow, Dirk
- Pfeuffer, Claus

### R
- Richter, Hans
- Rietschel, Udo
- Rische, Jürgen
- Rose, Marco
- Rösler, Uwe
- Rost, Carsten
- Rost, Frank
- Roth, Andreas

### S
- Saager, Ingo
- Schlieder, Jens-Uwe
- Schlossarek, Hans
- Schöne, Peter
- Scholz, Heiko
- Schubert, Jürgen
- Schulze, Ulrich
- Sekora, Gunter
- Stamer, Heinz
- Stötzner, Siegfried

### T
- Teubel, Frank
- Tramp, Bernd
- Trojan, Volker
- Trölitzsch, Reinhard "Rainer"
- Trommer, Uwe

### W
- Weigang, Horst
- Weiße, Frank
- Wunderlich, Jörg

### Z
- Zaspel, Manfred
- Zerbe, Arno
- Zielinsky, Sebastian
- Zimmerling, Matthias
- Zötzsche, Uwe

## Trainer
Hier werden zeitlich sortiert alle Trainer von 1945 bis heute genannt, die in Probstheida aktiv waren.
SG Probstheida
- Eduard Pendorf (1945–1947)
- unbekannt (1947-Oktober 1949)

BSG "Erich Zeigner" Leipzig
- unbekannt (Oktober 1949-September 1950)

BSG Einheit Ost Leipzig
- Arthur Fischer (September 1950–Oktober 1951)
- Rudolf Walseck (Oktober 1951–1952)
- Otto Winter (1952–15. März 1954)
- Arthur Fischer (15. März 1954–30. Juni 1954)

SC Rotation Leipzig
- Heinz Krügel (1. Juli 1954–30. September 1956)
- Werner Welzel (1. Oktober 1956–31. Dezember 1956)
- Hans Studener (1. Januar 1957–31. Dezember 1958)
- Martin Braunert (1. Januar 1959–30. September 1960)
- Hans Studener (1. Oktober 1960–31. Dezember 1960)
- Martin Schwendler (1. Januar 1961–30. Juni 1963)

SC Leipzig
- Rudolf Krause (1. Juli 1963– 30. Juni 1965)
- Günter Konzack (1. Juli 1965–30. Juni 1966)

1. FC Lok Leipzig
- Hans Studener (1. Juli 1966–30. Juni 1969)
- Kurt Holke (1. Juli 1969–30. Juni 1970)
- Manfred Pfeifer (1. Juli 1970–30. Juni 1971)
- Horst Scherbaum (1. Juli 1971– 30. Juni 1976)
- Manfred Pfeifer (1. Juli 1976– 30. Juni 1978)
- Heinz Joerk (1. Juli 1978–30. Juni 1979)
- Harro Miller (1. Juli 1979–30. Juni 1985)
- Hans-Ulrich „Uli“ Thomale (1. Juli 1985–22. März 1990)
- Gunter Böhme (23. März 1990–27. Mai 1991)

VfB Leipzig
- Jürgen Sundermann (28. Mai 1991–30. Juni 1993)
- Bernd Stange (1. Juli 1993–21. Februar 1994)
- Jürgen Sundermann (22. Februar 1994–8. April 1994)
- Damian Halata (9. April 1994–30. Juni 1994)
- Tony Woodcock (1. Juli 1994–30. Oktober 1994)
- August „Gustl“ Starek (31. Oktober 1994–30. April 1996)
- Damian Halata (1. Mai 1996–30. Juni 1996)
- Sigfried „Siggi“ Held (1. Juli 1996–7. Oktober 1997)
- Damian Halata (8. Oktober 1997–30. Juni 1998)
- Hans-Ulrich "Uli" Thomale (1. Juli 1998–28. März 1999)
- Dragoslav Štepanović (29. März 1999–29. August 1999)
- Joachim Steffens (30. August 1999–22. Juli 2001)
- Hans-Jürgen „Dixie“ Dörner (23. Juli 2001–26. März 2003)
- Detlef Schößler (27. März 2003–3. Juni 2003)
- Hermann Andreev (24. Juni 2003–19. März 2004)
- Michael Breitkopf und Jörg Engelmann (20. März 2004–22. April 2004)
- Mike Sadlo (23. April 2004–30. Juni 2004)

1. FC Lok Leipzig
- Rainer Lisiewicz (1. Juli 2004–30. Juni 2009)
- Jörg Seydler (1. Juli 2009–29. November 2009)
- Uwe Trommer (30. November 2009–30. Juni 2010)
- Joachim Steffens (1. Juli 2010–2011)
- Mike Sadlo (2011–31. Dezember 2011)
- Willi Kronhardt (2. Januar 2012–30. Juni 2012)
- Marco Rose (1. Juli 2012-30. Juni 2013)
- Carsten Hänsel (1. Juli 2013-23. September 2013)
- Eric Eiselt (23. September 2013-6. Oktober 2013)
- Heiko Scholz (7. Oktober 2013-23. September 2018)
- Björn Joppe (24. September 2018-31. Dezember 2018)
- Rainer Lisiewicz (1. Januar 2019-19. Oktober 2019)
- Wolfgang Wolf (20. Oktober 2019-30. Juni 2020)
- Almedin Civa (seit 1. Juli 2020)